# Futuna (Wallis e Futuna)
Futuna è un'isola dell'oceano Pacifico appartenente al territorio francese di Wallis e Futuna. Fa parte delle isole Hoorn (Îles Horne), vicino all'isola di Alofi, tra le altre. Sono entrambe i resti di un antico vulcano.
L'isola è famosa come il posto (dove si trova ora la cattedrale di Poi) dove Pierre Chanel fu martirizzato nel 1841 divenendo il primo ed unico santo cattolico della Polinesia.
Il punto più alto dell'isola è il monte Singavi che raggiunge i 765 m.
L'isola è tradizionalmente divisa tra due regni: quello di Sigave, che comprende la parte occidentale dell'isola, e quello di Alo che comprende la parte orientale e l'isola di Alofi.